# Velódromo Dunc Gray
El Velódromo Dunc Gray (en inglés: Dunc Gray Velodrome) se encuentra en Bass Hill a unos 5 kilómetros al norte oeste del suburbio de Sídney de Bankstown, en Australia. El Velódromo Dunc Gray se abrió el 28 de noviembre de 1999 y lleva el nombre de Edgar "Dunc" Gray, el primer australiano en ganar una medalla de oro en ciclismo en los Juegos Olímpicos de Los Ángeles (1932). Tuvo un costo de $ 42 millones como un lugar de ciclismo de pista de los Juegos Olímpicos de Sídney 2000. La construcción del velódromo, así como la pista de práctica de 800 metros, se comenzaron en mayo de 1998 y se terminaron en noviembre de 1999.